# Karl Rudolph (Botaniker)
Karl Rudolph (* 11. April 1881 in Teplitz; † 2. März 1937 in Prag) war ein österreichischer Botaniker und Paläobotaniker.

## Leben und Wirken
Karl Rudolph, der Sohn eines Architekten, studierte an der Universität Wien in den Jahren 1899 bis 1905, wo er zum Dr. phil. promovierte, sowie während dieser Zeit auch in Jena an der Friedrich-Schiller-Universität Jena Chemie, Botanik, Mineralogie und Zoologie. Ab 1906 hatte er eine Assistentenstelle bei Friedrich Czapek an der Universität Czernowitz und später an der Deutschen Universität Prag unter Günther Beck von Mannagetta und Lerchenau. Ab dem Jahr 1919 war er in Prag Privatdozent für systematische Botanik. Im Jahr 1924 erhielt er den Titel des außerordentlichen Professors und wurde 1931 außerordentlicher Professor in Prag.
Die Bedeutung seiner wissenschaftlichen Tätigkeit liegt auf dem Gebiet der Morphologie rezenter und fossiler Gewächse. In der Moorkunde sah er eine wichtige Quelle für die Kenntnisse über die Vegetationsentwicklung.

## Werke
- Paläofloristische Untersuchung des Torflagers auf der „Dammwiese“ bei Hallstatt. Sber., 140, S. 337–345, Wien 1931
- Grundzüge der nacheiszeitlichen Waldgeschichte Mitteleuropas (Bisherige Ergebnisse der Pollenanalyse). Beih. z. Botan. Zentralbl., 47/II, S. 111–176, Dresden 1931